# No tengas miedo
No tengas miedo es una película dramática española dirigida por Montxo Armendáriz y protagonizada por Michelle Jenner. Estrenada en abril de 2011, es una de las primeras películas en tratar abiertamente el abuso sexual infantil.

## Reparto
- Michelle Jenner: Silvia
  - Irene Cervantes: Silvia niña
  - Irantzu Erro: Silvia adolescente
- Lluís Homar:[3] padre de Silvia
- Belén Rueda:[4] madre de Silvia
- Nuria Gago:[5] Maite
  - Maider Salas: Maite niña
  - Ainhoa Quintana: Maite adolescente
- Rubén Ochandiano:[6] Toni
- Cristina Plazas:[7] psicóloga
- Javier Pereira:[8] Víctor

## Premios y nominaciones
Premios Goya
| Año  | Categoría               | Persona         | Resultado |
| ---- | ----------------------- | --------------- | --------- |
| 2012 | Mejor actriz revelación | Michelle Jenner | Nominada  |

Premios Sant Jordi de Cinematografía
| Año  | Categoría             | Persona         | Resultado |
| ---- | --------------------- | --------------- | --------- |
| 2011 | Mejor actriz española | Michelle Jenner | Ganadora  |

67.ª edición de las Medallas del Círculo de Escritores Cinematográficos
| Categoría               | Persona           | Resultado |
| ----------------------- | ----------------- | --------- |
| Mejor película          | Mejor película    | Nominada  |
| Mejor director          | Montxo Armendáriz | Nominado  |
| Mejor actriz            | Michelle Jenner   | Ganadora  |
| Mejor actriz secundaria | Belén Rueda       | Nominada  |
| Intérprete revelación   | Michelle Jenner   | Nominada  |